# Shaybánidas

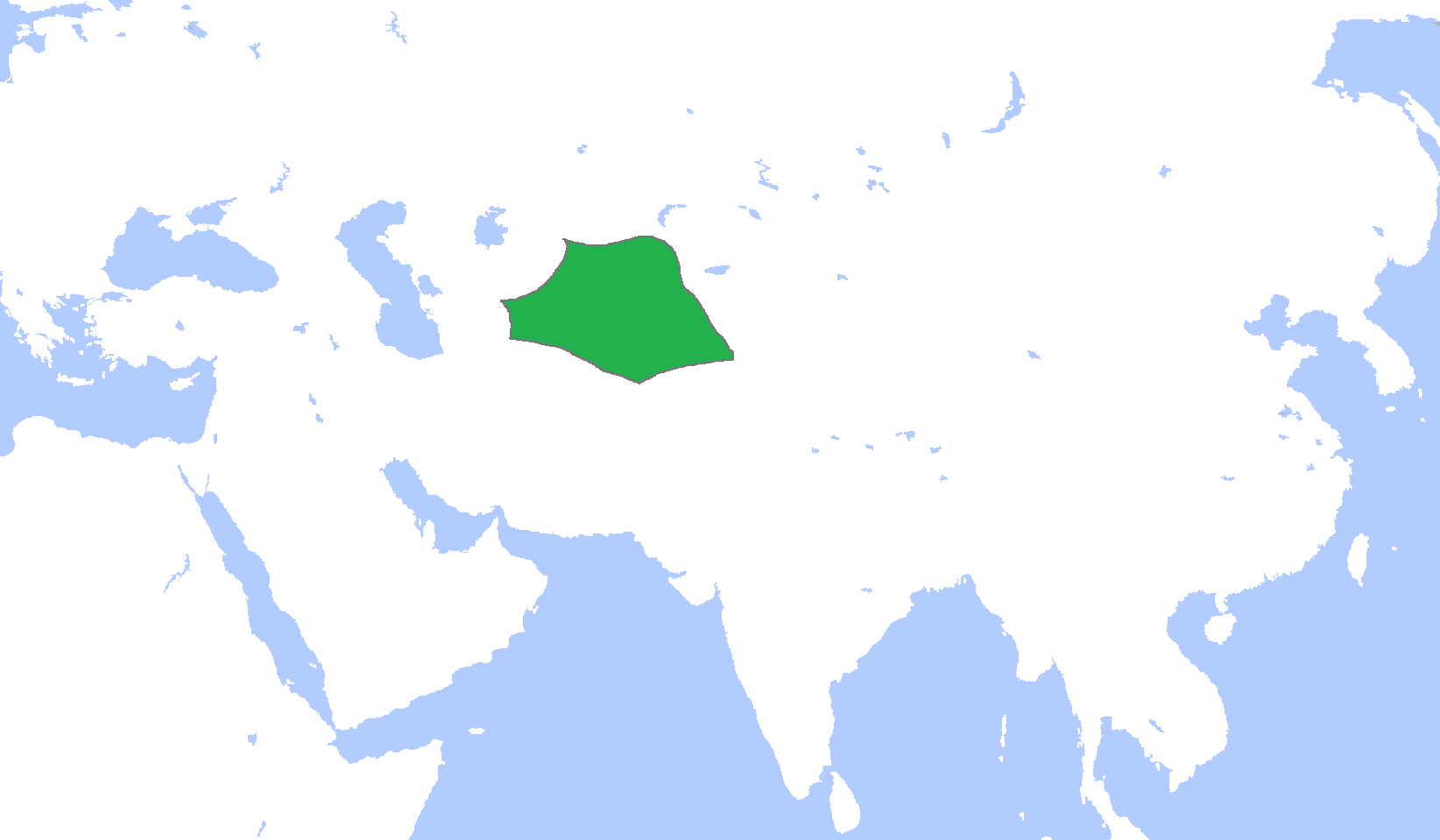
Mapa del territorio perteneciente a la dinastía Shaybánidas.

Se denomina Shaybánidas, Chaibánidas o Shaybánidas Adbuljaíridas, a una dinastía Turco que reinó en el Asia Central, principalmente en los territorios de Bujará, Samarcanda, Taskent y Balj entre 1500 y 1599. 
Después de un número de incursiones en Transoxiana, los shaybánidas aprovecharán la eclosión de disputas sucesorias para apoderarse del imperio de los Timúridas, lo que lograrán en 1507.

## Historia
El linaje desciende de Shayban o Shiban, quinto hijo de Jochi, primogénito de Gengis Kan. A la muerte de este último, Shayban recibió el territorio ubicado al sur y al sudoeste del río Ural. Hasta fines del siglo XIV los shaybánidas compartirán este territorio con la Horda Blanca, que pastoreaba en la estepa de Sary-Su y en las montañas Ulu-Tau. Pero hacia 1380, bajo el reinado de Toqtamish, los líderes de la Horda Blanca se convierten en kanes de la Horda de Oro y casi la totalidad de la Horda Blanca se traslada al sur de Rusia. A mediados del siglo XIV las hordas bajo el mando shaybánida adoptan el nombre de Özbeg (Uzbek en grafía moderna, los uzbekos), con el que serán conocidos en la historia, si bien el origen del nombre es desconocido
Hacia 1429 el kan Abu l-Jayr, fundador del poderío uzbeko, logró reunir a las tribus nómades que habitaban entre el Tobol, el Ural y el Sir Daria bajo el nombre de Ulus Uzbek. 
Al conquistar Corasmia en 1447, Abu l-Jayr ensaya la creación de un estado uzbeko sólido, pero es muerto en 1468 por las tribus del actual Kazajistán. Su nieto, el príncipe Muhammad Shaybani refunda, junto con su hermano Mahmud, el kanato de Uzbekistán. En 1500 Muhammad conquista las ciudades de Samarcanda y Bujará, con ayuda de mercenarios de Astracán. Derrota fácilmente a los Timúridas en 1507, acabando con esta dinastía en el Asia Central, pero a su vez cae derrotado frente a los Safávidas de Irán en 1510.
El kanato uzbeko intenta obtener beneficios del comercio de caravanas que atraviesa la región, pero a largo plazo será desplazado del comercio internacional. Durante el reinado de Abdallah II de Bujara (1583-1598) se producirá el estancamiento final. El último kan de la dinastía en Bujara, 'Abd al-Mu'min, murió asesinado por su entorno palaciego en 1598, y fue sucedido por otra dinastía originaria de Astracán, también descendientes de Jöchi pero por vía de Toqay-Timur, su decimotercer hijo: los Astrajánidas, Djánidas o Toqaytimúridas, que reinarán en Bujara hasta 1785. Gran parte de las tribus uzbecas descendientes de Abu l-Jayr se desplazrán hacia el norte, al valle del río Chu, para formar la etnia de los kazajos (Qazaq, "aventureros" o "rebeldes").

## Kanes shaybánidas[2]
- Abu l-Jayr (1429-1468), se apodera de Corasmia
- Muhammad Shaybani (1500-1510), nieto del anterior por vía de Shah Budaq (3ª generación), conquista Transoxiana
- Köchkunju (1510-1531), tío del anterior (2ª generación)
- Mazaffar ad-Dîn Abu Sa`îd, primo de Muhammad (3ª generación), (1531-1534)
- Abu l-Ghâzî `Ubaidallâh, sobrino de Muhammad (4ª generación), (1534-1539)
- `Abdallâh I, hermano de Abu Sa'id (3ª generación), (1539-1540)
- `Abd al-Latîf, hermano del anterior (3ª generación), (1540-1552)
- Nawrûz Ahmad "Baraq", primo de los anteriores (3ª generación), (1552-1556)
- Pîr Muhammad I, primo de Ubaydallah (4ª generación), (1556-1561)
- Iskandar, hermano del anterior (4ª generación), (1561-1583)
- `Abdallâh II, hijo de Iskandar (5ª generación), (1583-1598)
- `Abd al-Mu'min, hijo de Abdallah II (6ª generación), (1598-1598)

## Arabsháhidas
Otra dinastía también conocida como shaybánida (Arabsháhidas o Shaybánidas Yadigáiridas), también de linaje gengisida por vía de Jöchi, reinó en el Kanato de Jiva entre 1515 y 1803. 